# Peter Baumgart
Peter Baumgart (Berlim, 7 de setembro de 1931) é um historiador da Alemanha.

## Vida
Nasceu em Berlim e foi promovido ao doutorado em 1956 em pensamento histórico na Universidade Livre de Berlim com um trabalho supervisionado por Carl Hinrichs em Zinzendorf. Ele foi assistente de pesquisa de Hinrichs no Friedrich-Meinecke-Institut e habilitou-se em 1964 na antiga Braunschweig-wolfenbüttelsche Universidade de Helmstedt. A tese de habilitação permaneceu inédita. De 1967 até à sua aposentadoria, lecionou como professor titular de história moderna na Universidade de Würzburgo.
Seus principais interesses de estudo são a história da educação e das universidades no início do período moderno e da história da Prússia e suas províncias. Ele é considerado um especialista em estado e cultura prussiana (Brandenburg). Sobre o soldado, o rei Baumgart escreveu uma biografia na antologia sobre um governante da Prússia. Por ocasião do seu 75.º aniversário em 2006, foram recolhidos e publicados os numerosos artigos sobre a história das universidades na era confessional publicados entre 1961 e 1994. 